# I Am Not
I Am Not – debiutancki minialbum południowokoreańskiej grupy Stray Kids, wydany 26 marca 2018 roku przez wytwórnię JYP Entertainment. Płytę promował singel „District 9”. Album ukazał się w dwóch edycjach fizycznych.

## Lista utworów
| CD | CD                                                           | CD                                                  | CD                                                                   | CD                                 | CD      |
| Nr | Tytuł utworu                                                 | Tekst                                               | Kompozycja                                                           | Aranżacja                          | Długość |
| -- | ------------------------------------------------------------ | --------------------------------------------------- | -------------------------------------------------------------------- | ---------------------------------- | ------- |
| 1. | „Not!”                                                       | Bang Chan (3Racha)                                  | Bang Chan (3Racha), Hong Ji-sang                                     | Hong Ji-sang                       | 1:22    |
| 2. | „District 9”                                                 | Bang Chan (3Racha), Changbin (3Racha), Han (3Racha) | Bang Chan (3Racha), Changbin (3Racha), Han (3Racha), Trippy          | Trippy, Bang Chan (3Racha)         | 3:31    |
| 3. | „Mirror”                                                     | Bang Chan, Changbin, Han                            | Bang Chan, Changbin, Han, Lee Woo-min 'collapsedone', Fredrik Ödesjö | Lee Woo-min 'collapsedone', Fredro | 3:40    |
| 4. | „Awaken”                                                     | Bang Chan, Changbin, Han                            | Bang Chan, Changbin, Han, Kim Park Chella                            | Kim Park ChellaBang, Chan          | 3:13    |
| 5. | „Rock” (kor. 돌)                                             | Bang Chan, Changbin, Han                            | Bang Chan, Changbin, Han, Glory Face (Full8loom)                     | Glory Face (Full8loom)             | 3:13    |
| 6. | „Jal hago isseo” (kor. 잘 하고 있어, ang. You're doing good) | Bang Chan, Changbin, Han                            | Bang Chan, Changbin, Han, Trippy                                     | Trippy, Bang Chan                  | 3:30    |
| 7. | „3rd Eye”                                                    | Bang Chan, Changbin, Han                            | Bang Chan, Changbin, Han, This N That                                | This N That                        | 4:03    |
| 8. | „Mixtape #1” (CD Only)                                       | Stray Kids                                          | Bang Chan, Changbin, Han                                             | Lee Woo-min 'collapsedone'         | 4:19    |

## Notowania
| Lista                    | Pozycja |
| ------------------------ | ------- |
| Gaon Weekly Album Chart  | 4       |
| World Albums (Billboard) | 5       |

## Sprzedaż
| Kraj             | Sprzedaż |
| ---------------- | -------- |
| Korea Południowa | 227 225+ |